# 梅洪元
梅洪元（1958年7月—），男，满族，辽宁营口人，中国建筑设计专家，哈尔滨工业大学建筑设计研究院院长、总建筑师、教授、博士生导师，中国工程院院士。